# برکن‌واده
برکن‌واده (به هلندی: Berkenwoude) یک منطقهٔ مسکونی در هلند است که در کریمپنروارد واقع شده‌است. برکن‌واده ۱٬۵۱۰ نفر جمعیت دارد.